# Dental Informatics
Dental informatics ist die Anwendung von Informations- und Kommunikationstechnologien zur Unterstützung und Weiterentwicklung der zahnmedizinischen Forschung, Ausbildung und Dokumentation.

## Aufgabe
Dental informatics beschäftigt sich unter anderem mit der Entwicklung von Modellen, der Entwicklung von Anwendungssystemen für die Zahnmedizin, der Einführung derartiger Anwendungssysteme und der Untersuchung ihrer Auswirkungen auf die zahnmedizinische Versorgung.
Im Rahmen der fachspezifischen Vertiefung sollen, wie generell in der medizinischen Informatik, die richtigen Informationen zum richtigen Zeitpunkt am richtigen Ort beschleunigt zur Verfügung gestellt werden. Im Rahmen der Zahnmedizin haben dabei die Chair-side-Unterstützung sowie die Unterstützung der Arbeitsprozesse der in der Zahnmedizin Tätigen besondere Bedeutung. Dies gilt für medizinische Diagnostik, Therapie, medizinische Dokumentation, Abrechnung und Prävention. Auch dem zunehmend wichtigeren Zweck der Qualitätssicherung wird dadurch entscheidend zugearbeitet.

## Geschichte
In den letzten 40 Jahren hat sich nach Angaben der Dental Informatics Online Community Dental Informatics insbesondere in den USA zu einer eigenen Disziplin innerhalb der Medizinischen Informatik entwickelt. Tatsächlich gibt es im Rahmen der American Medical Informatics Association (AMIA) eine aktive Arbeitsgruppe "Dental Informatics". Dental Informatics wird teilweise als Fach im Rahmen von Programmen in Biomedical Informatics unterrichtet, so an der Universität von Pittsburgh.
Die Arbeitsgruppe „Dental Informatics“ der International Medical Informatics Association ist aber inzwischen wieder als inaktiv gelistet. Im Rahmen der Deutschen Gesellschaft für Medizinische Informatik (GMDS) gibt es keine Arbeitsgruppen zu Dental Informatics. Der früher existierende Arbeitskreis „Angewandte Informatik in der Zahn-, Mund- und Kieferheilkunde“ in der Deutschen Gesellschaft für Zahn-, Mund- und Kieferheilkunde ist in der assoziierten Fachgesellschaft, der Deutschen Gesellschaft für computergestützte Zahnheilkunde (DGCZ) in einer Sektion Informatik aufgegangen.
Insgesamt scheint "Dental Informatics" derzeit vor allem in den USA als ein Teil der Medizinischen Informatik gesehen zu werden. Eine eigenständige Sichtbarkeit von Dental Informatics im deutschsprachigen Raum scheint derzeit noch zu fehlen, ebenso wie eine adäquate deutsche Übersetzung.

## Weitere Literatur
- Valerie Powell. Integration of Medical and Dental Care and Patient Data. Springer-Verlag. 2014. ISBN 978-1-4471-6028-1.
- Gurpreet Kaur. Dental Informatics: Improving dental research, practice and education. LAP Lambert Academic Publishing. 2013. ISBN 978-3-659-48331-8.
- Andriani Daskalaki. Informatics in oral medicine: Advance techniques in clinical and diagnostic technologies. Medical Information Science Reference. 2010. ISBN 978-1-60566-733-1.